# Дочо Христов
Дочо Николов Христов е български политик. Той е вътрешен министър на България през 1943 – 1944 г. Екезутиран на 26 октомври 1945 г. в изпълнение на издадена от т.нар. Народен съд смъртна присъда.

## Биография
Дочо Христов е роден на 2 март (18 февруари стар стил) 1895 година в Севлиево, където завършва гимназия. Известно време е учител в Луковит, а през 1915 година завършва Школата за запасни офицери. По време на Първата световна война е взводен и ротен командир в 57-и пехотен полк. След войната се включва в Обединената народно-прогресивна партия, а след Деветоюнския преврат от 1923 година – в Демократическия сговор. По това време за кратко е частен секретар на Цвятко Бобошевски. През 1924 г. завършва право в Софийския университет „Свети Климент Охридски“, след което работи като адвокат.
От 1924 до 1932 година Дочо Христов е общински съветник в София. Между 1933 и 1940 година е председател на Управителния съвет на Собственическата кооперативна банка. През 1940 година е избран за народен представител в XXV обикновено народно събрание, където е сред вносителите на Закона за защита на нацията и Закона за държавната жандармерия. От септември 1943 до юни 1944 година е министър на вътрешните работи и народното здраве в правителството на Добри Божилов.
Оглавява Футболния комитет в България в периода 1942 – 1944 г.
След Деветосептемврийския преврат от 1944 година Дочо Христов успява да се укрие и е задочно осъден на смърт от т.нар. Народен съд. В продължение на няколко месеца се крие в специално устроено скривалище в дома на съпругата си на улица „Дебър“ № 32 в София. На 19 март 1945 година напуска града със съдействието на капитан Веселин Цветков и прави опит да организира въоръжена чета в Ботевградско, но е предаден и заловен на 19 април.
Дочо Христов е екзекутиран на 26 октомври 1945 година. Присъдата е отменена с Решение №172 на Върховния съд от 1996 г.